# Battaglia dello Stretto della Sonda
La  battaglia dello stretto della Sonda  (denominata anche in alcune fonti battaglia del golfo di Banten) venne combattuta durante la seconda guerra mondiale in seguito all'esito disastroso per le forze navali alleate del comando ABDA (che doveva coordinare le disparate forze americane, britanniche, olandesi e australiane presenti nel Sud-est asiatico) della battaglia del Mare di Giava.
Dopo la sconfitta, le navi superstiti alleate tentarono di sfuggire alla distruzione, di fronte alla potente squadra navale giapponese, disperdendosi in vari gruppi e facendo rotta a sud dell'isola di Java. Questi movimenti provocarono la seconda battaglia del Mare di Giava, in cui venne affondato l'incrociatore britannico HMS Exeter, e soprattutto la battaglia navale nei pressi dello stretto della Sonda dove trovarono la loro fine, dopo un coraggioso combattimento, l'incrociatore pesante americano USS Houston e l'incrociatore leggero australiano HMAS Perth.

## Disastro nel Mare di Giava

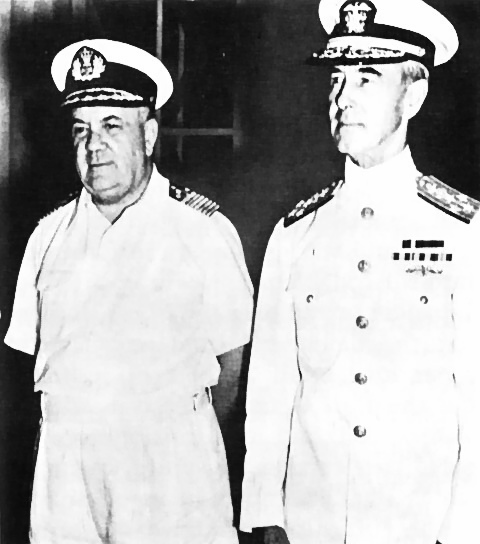
Gli ammiraglio Helfrich (olandese) e Hart (americano), i responsabili navali del comando ABDA

Dopo l'esito disastroso della battaglia del mare di Giava, con la morte del coraggioso ammiraglio olandese Karel Doorman (comandante in mare della flotta alleata) e le gravi perdite subite, le navi superstiti erano riparate in parte a Surabaya e in parte a Batavia, mentre i convogli giapponesi, sventata la minaccia nemica, avevano ripreso la loro navigazione in direzione dell'isola di Giava per effettuare gli sbarchi di truppe previsti.
Durante la giornata del 28 febbraio 1942 a Batavia i comandanti alleati, ritenendo ormai compromessa la situazione strategica, decisero quindi di ordinare alle unità navali ancora efficienti di abbandonare Surabaja per cercare di ripiegare a sud di Giava in direzione dell'Australia.

In assenza del generale Archibald Wavell (il comandante superiore del comando ABDA che era ritornato fin dal 25 febbraio in India) e dell'ammiraglio americano Thomas C. Hart (il comandante delle forze navali combinate ritiratosi in Australia già il 14 febbraio), le decisioni spettarono all'ammiraglio olandese Conrad Helfrich, responsabile navale in loco, e dei suoi collaboratori ammiragli inglesi Palliser e Glassford
Dopo lunghe discussioni si decise di autorizzare il comandante americano Binford a ritirarsi con in suoi quattro cacciatorpediniere attraverso lo stretto di Bali (che separa la parte orientale di Giava dall'isola di Bali), mentre le unità pesanti avrebbero dovuto dividersi in due gruppi cercando di scendere a sud di Giava e trasferirsi nel porto meridionale dell'isola di Tjilatjap.
Una prima formazione, costituita dall'incrociatore pesante americano Houston e dall'incrociatore leggero australiano Perth sarebbe partita dal porto di Tanjung Priok a Batavia e, dopo aver seguito una rotta lungo la costa avrebbe imboccato lo stretto della Sonda (che separa l'estremità occidentale di Giava dall'isola di Sumatra) durante la notte; mentre una seconda squadra costituita dall'incrociatore leggero britannico Exeter e dai cacciatorpediniere Pope e Encounter, partendo da Surabaja, sarebbe risalito più a nord verso il Borneo per poi discendere lungo la costa dell'isola di Sumatra e imboccare a sua volta lo Stretto della Sonda.

## La ritirata e la battaglia
Gli incrociatori Houston (capitano di vascello Rooks) e Perth (capitano di vascello Waller) salparono quindi da Tanjung Priok alle ore 19.30 dello stesso 28 febbraio contando di attraversare lo stretto durante la notte; il cacciatorpediniere olandese Evertsen che avrebbe dovuto accompagnarli partì invece in ritardo e non poté unirsi immediatamente alle due unità pesanti.
La navigazione dei due incrociatori in un primo tempo proseguì con successo lungo la costa nord-occidentale di Giava; i due comandanti decisero prudentemente di trovare riparo nel Golfo di Banten e quindi di girare dietro l'isola di Panjang e superare la punta Saint Nicholas che immette nello Stretto della Sonda.
Nel frattempo, proprio nel golfo di Banten stavano affluendo i numerosi trasporti truppe giapponesi (56 navi) che conducevano le forze di invasione dell'Esercito Imperiale, con il Quartier generale della 16ª Armata, il suo comandante Hitoshi Imamura e il grosso della 2ª Divisione fanteria. A copertura di questo sbarco occidentale, l'ammiraglio Takeo Kurita disponeva di quattro incrociatori pesanti (Mikuma, Mogami, Suzuya e Kumano), di un incrociatore leggero (Natori) e di un complesso di 25 cacciatorpediniere divisi in due squadre; era anche eventualmente disponibile la portaerei leggera Ryujo. La scorta ravvicinata dei trasporti era costituita dall'incrociatore leggero Natori e 7 cacciatorpediniere al comando del contrammiraglio Kenzaburō Hara.

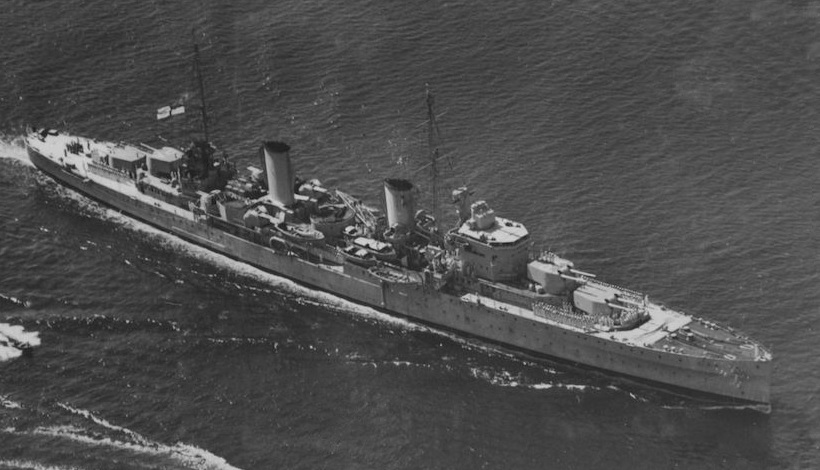
L'incrociatore leggero australiano Perth

Alle ore 22,40 il cacciatorpediniere nipponico Fubuki individuò per primo i due incrociatori alleati all'ingresso del golfo di Banten e li seguì di nascosto dopo aver immediatamente dato l'allarme alla squadra dell'ammiraglio Kurita.
Nel frattempo, lo Houston e il Perth individuarono con loro grande sorpresa le navi trasporto giapponesi ancorate nel golfo di Banten; in un primo tempo, nella nebbia, a circa 8 km, accertarono la presenza di quella che ritennero potesse essere una corvetta australiana di pattuglia e tentarono di scambiare i segnali di riconoscimento; ma poi in mancanza di corretta risposta aprirono il fuoco sulle navi, incendiando due cargo.
Le navi alleate vennero quasi subito impegnate dal cacciatorpediniere Fubuki che lanciò nove siluri ma senza colpire il nemico e con lo sfortunato risultato di raggiungere tre trasporti giapponesi, tra cui la Sakura Maru da 7000 TLS che affondò con a bordo lo stesso generale Imamura e il suo stato maggiore (il generale si sarebbe salvato fortunosamente a nuoto).
Dopo questo primo scontro, i due incrociatori decisero di abbandonare il campo e, passando dietro l'isola Panjang, lasciarono il golfo di Banten e risalirono verso lo stretto della Sonda; la manovra, resa molto pericolosa dalla vicinanza di grosse squadre navali nemiche che stavano accorrendo in difesa delle navi da trasporto, avrebbe provocato lo scontro finale nel pieno della notte.

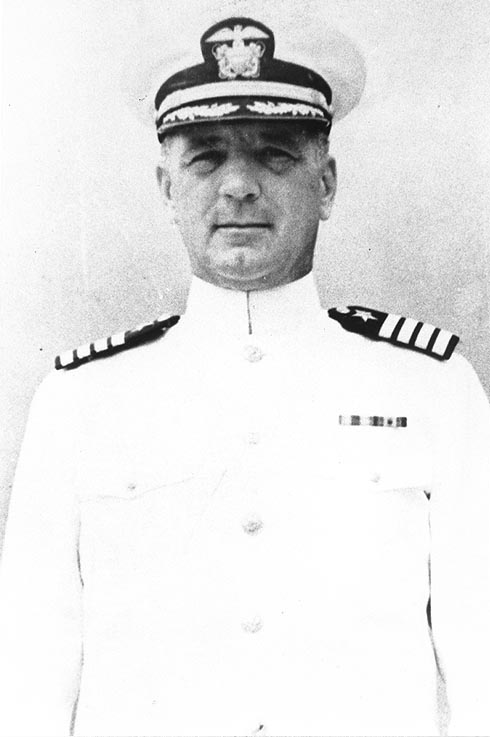
Il capitano di vascello Albert Rooks, il coraggioso comandante dell'incrociatore Houston che morì nella battaglia.

Alle ore 23.45, quindi, i due incrociatori vennero attaccati a dritta da due incrociatori pesanti della squadra di Kurita (il Mogami e il Mikuma, armati con cannoni da 203 mm) e a sinistra dall'incrociatore leggero Natori e da dieci cacciatorpediniere che impedivano l'accesso allo stretto della Sonda.
Nell'impari scontro le due navi alleate si batterono coraggiosamente e inflissero perdite al nemico; lo Houston colpì il cacciatorpediniere Harukaze e anche il Mikuma(che ebbe 6 morti ed 11 feriti per i colpi da 203mm ricevuti), ma a sua volta numerosi siluri lanciati dai cacciatorpediniere raggiunsero il Perth provocandone l'affondamento alle ore 0.05 del 1º marzo con 375 morti. Lo Houston invece continuò la battaglia, procedendo a fatica verso nord.

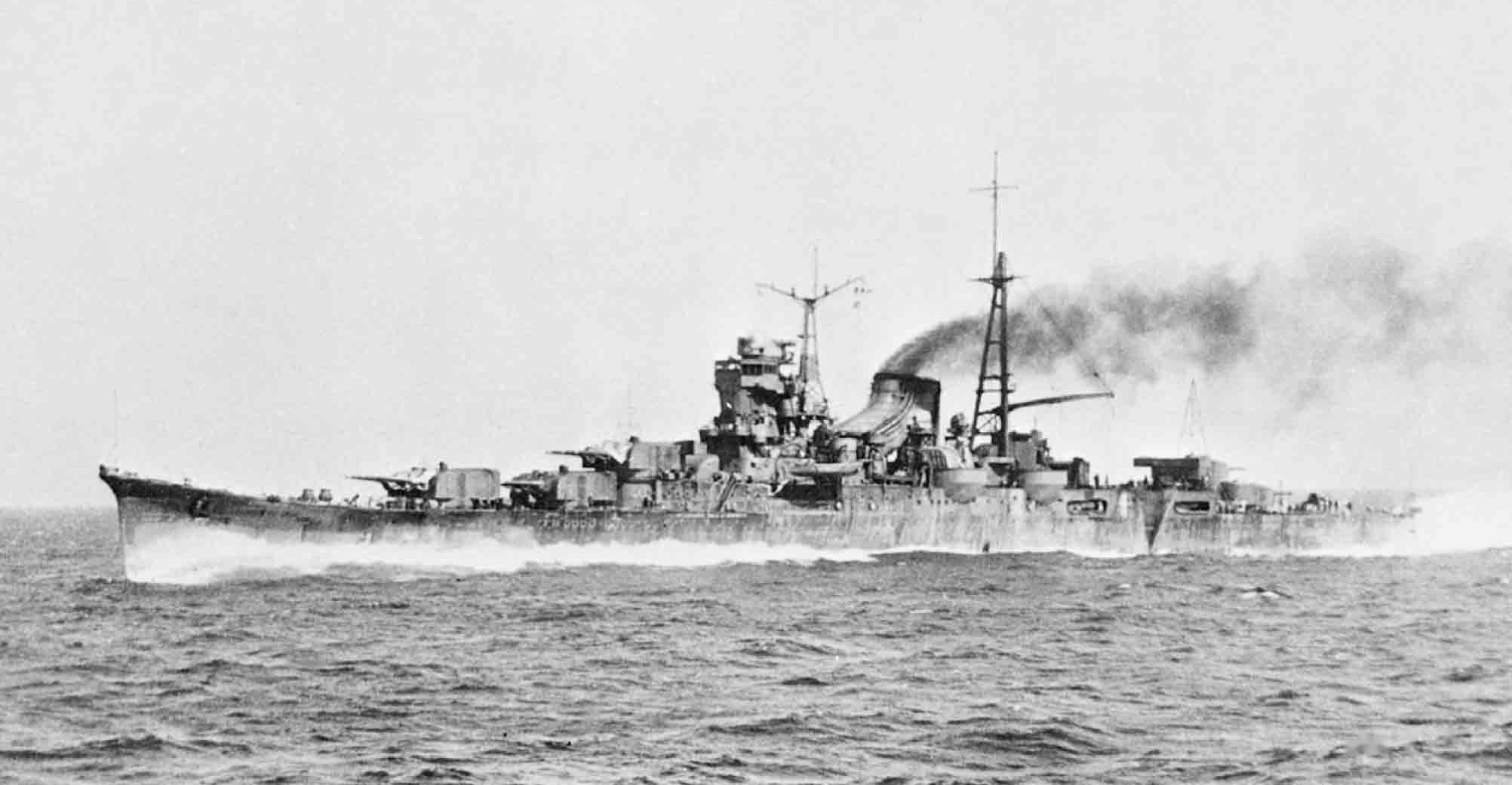
L'incrociatore pesante Mogami partecipò, insieme al gemello Mikuma, alla battaglia della Sonda

Sempre bersagliato dal fuoco degli incrociatori pesanti giapponesi e dei cacciatorpediniere, alle ore 00.10 venne infine centrato in pieno e immobilizzato; numerosi siluri provocarono danni catastrofici, mentre le sovrastrutture e le torrette di combattimento vennero demolite dal fuoco d'artiglieria. Il capitano di vascello Rooks, poco prima di essere ucciso dall'esplosione di un proiettile, diede alle 00.25 l'ordine di abbandorare la nave e 368 marinai riuscirono a salvarsi (i morti sullo Houston furono 696); dopo una lunga agonia l'incrociatore americano si capovolse e affondò alle ore 00.45 del 1º marzo 1942.
Due dei trasporti ed un dragamine giapponesi erano andati persi nel confuso scontro notturno, mentre altri due vennero rimessi a galla in seguito. Nel frattempo, il cacciatorpediniere olandese Evertsen, che navigava indipendentemente lungo la stessa rotta e era molto in ritardo all'appuntamento con gli incrociatori, venne avvistato e attaccato ma in primo tempo riuscì a sfuggire, dovendo però invertire la rotta. Più tardi, anch'esso venne individuato ed affondato da due cacciatorpediniere nipponici, il Murakumo e il Shirakumo.

## Conclusione
Con il disastro degli incrociatori Houston e Perth, e con il contemporaneo affondamento dell'incrociatore inglese Exeter nella seconda battaglia del Mare di Giava, le forze navali alleate del comando ABDA vennero totalmente distrutte (tranne i pochi cacciatorpediniere del comandante Binford che riuscirono a raggiungere l'Australia) e quindi i giapponesi non ebbero più difficoltà, disponendo anche del completo domino dell'aria, a effettuare i previsti sbarchi di truppe e a manovrare agilmente per conquistare l'intera isola di Giava.
Già il 9 marzo 1942, costrinsero quindi alla resa le residue truppe olandesi, australiane e britanniche schierate sull'isola al comando del generale olandese Hein ter Poorten, e coronarono con una vittoria completa la difficile campagna combinata delle Indie Orientali, terza fase (dopo la conquista della Malesia e la campagna delle Filippine) della apparentemente inarrestabile offensiva delle forze imperiali giapponesi nel Sud-Est asiatico.